# Емил Бок
Емил Бок (на румънски: Emil Boc) е румънски политик. Бил е министър-председател на Румъния от 22 декември 2008 г. до 6 февруари 2012 г. Кмет на Клуж-Напока (2004-08; от 2012).